# Itaipava (Itapemirim)
Itaipava é um distrito do município brasileiro de Itapemirim, região sul do estado do Espírito Santo, sendo o distrito mais populoso do município. 
O quinto distrito, criado pela lei municipal nº 779, de 22.5.1978, compreende todo o litoral da cidade, subdividindo-se em alguns bairros, tais como Itaipava propriamente dito, que possui a maior população e maior colégio eleitoral do município; Itaoca, separado de Itaipava apenas por uma grande pedra; Gamboa, pequena vila de de pescadores; Gomes; Joacima; Muritioca e Monte Aghá.

## Topônimo
Existem várias etimologias possíveis para a palavra "itaipava", todas com base na língua tupi:
- i'táim'pab (elevação de pedra)[2]
- itu pewa (cachoeira chata)[3]
- itáupaba (lago da pedra), através da junção dos termos itá (pedra) e upaba (lago)[4]

## Praias
As principais praias do distrito são: Gamboa e Martins.